# Слатинка на Бебрави
Слатинка на Бебрави (слч. Slatinka nad Bebravou) насељено је мјесто са административним статусом сеоске општине (слч. obec) у округу Бановце на Бебрави, у Тренчинском крају, Словачка Република.

## Становништво
| Година:    | 1994. | 2004.    | 2014.    | 2024.   |
| ---------- | ----- | -------- | -------- | ------- |
| Број људи: | 252   | 216      | 191      | 196     |
| Разлика:   |       | -14,28 % | -11,57 % | +2,61 % |

| Година:    | 2023. | 2024.   |
| ---------- | ----- | ------- |
| Број људи: | 204   | 196     |
| Разлика:   |       | -3,92 % |

Према подацима о броју становника из 2011. године насеље је имало 203 становника.